# St. Theresia (Hallbergmoos)

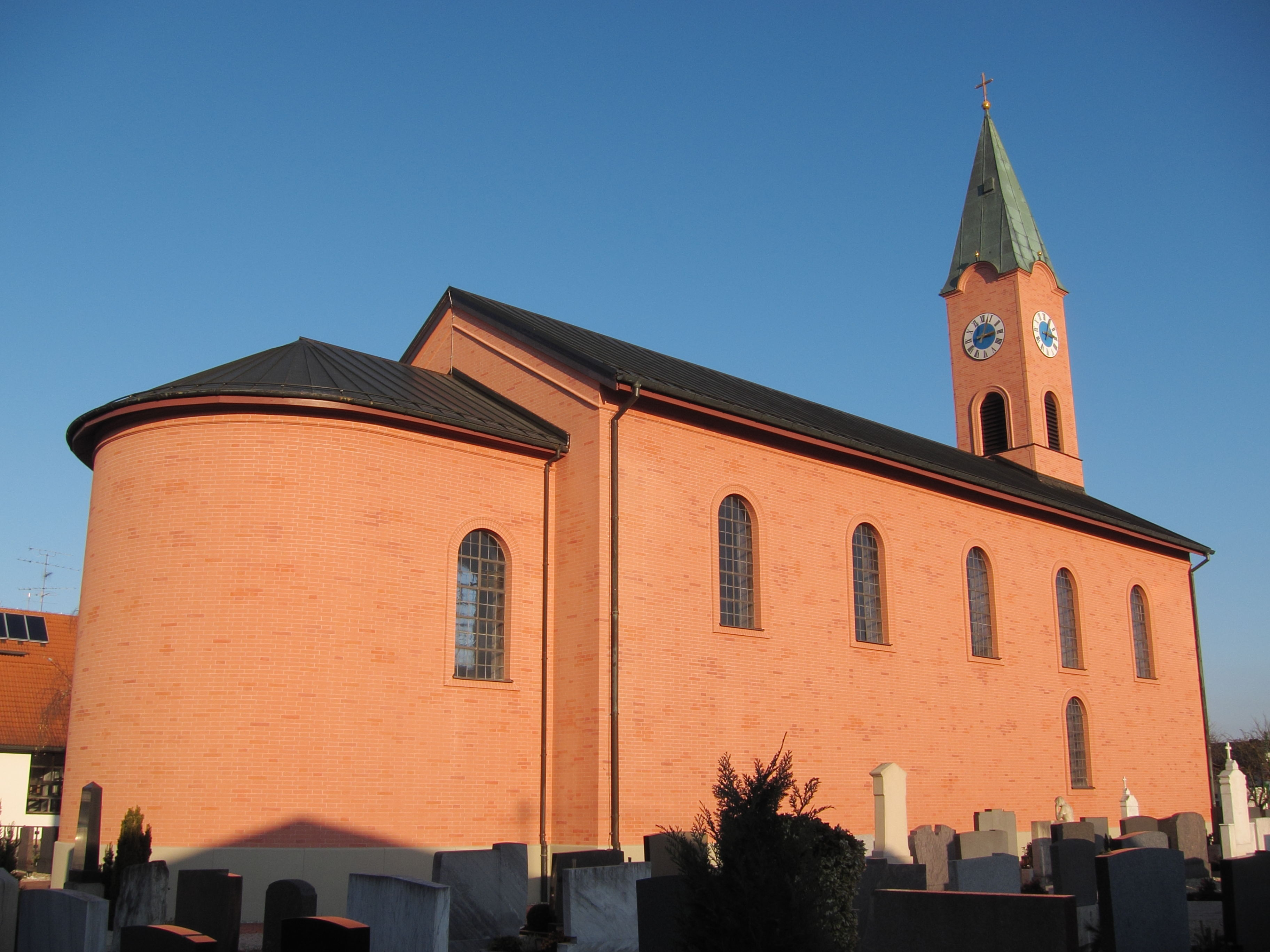
St. Theresia in Hallbergmoos

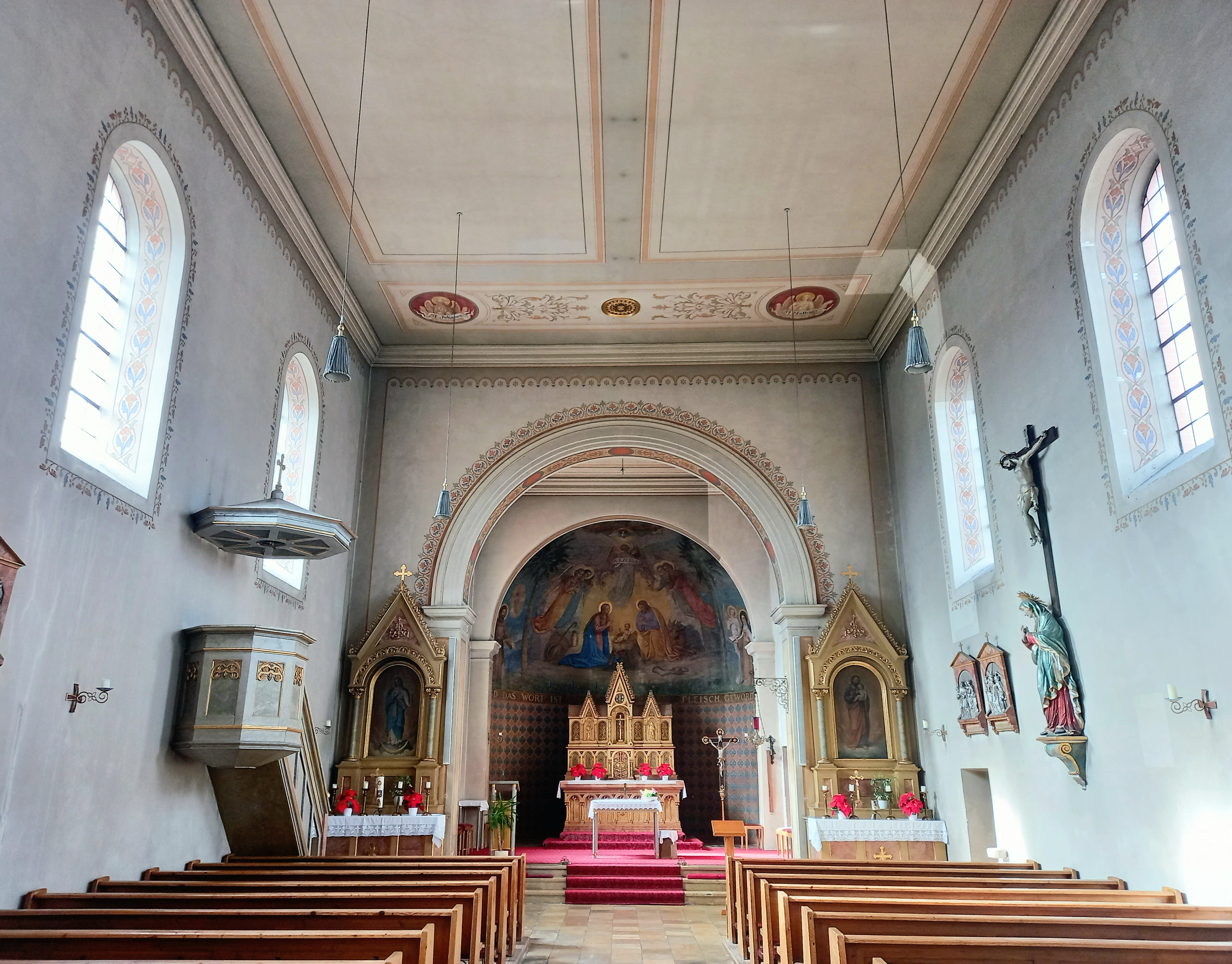
Innenansicht

St. Theresia ist der Name der römisch-katholischen Pfarrkirche von Hallbergmoos, einer Gemeinde im Landkreis Freising. Die Kirche steht unter Denkmalschutz und ist in der Liste der Baudenkmäler in Hallbergmoos unter der Nr. D-1-78-130-2 eingetragen. Die Pfarrei gehört zum Dekanat Freising im Erzbistum München und Freising.

## Beschreibung
Die Grundsteinlegung war am 15. Oktober 1832 auf Grund einer Anordnung von Ludwig I. von Bayern. Die klassizistische Saalkirche aus unverputzten Backsteinen wurde unter Beteiligung von Daniel Ohlmüller errichtet. Infolge von Verwitterung wurde die Kirche 1987 verputzt und mit einer Backsteine imitierenden Bemalung versehen. Sie besteht aus dem 1876 nach Nordwesten verlängerten Langhaus, dem eingezogenen, querrechteckigen Chor mit halbrund geschlossener Apsis und dem in die Fassade im Südosten eingestellten Kirchturm. Sein oberstes Geschoss enthält die Turmuhr, das Geschoss darunter den Glockenstuhl. Darauf sitzt ein spitzer Helm. Vor der Fassade befindet sich eine Ädikula mit dem Portal.
Die Innenräume von Langhaus und Chor sind mit Ornamenten bemalt, ebenso die Apsiskalotte. Der Hochaltar wurde nach dem Vorbild des Korbiniansschreins der Krypta im Freisinger Dom gestaltet.

## Orgel

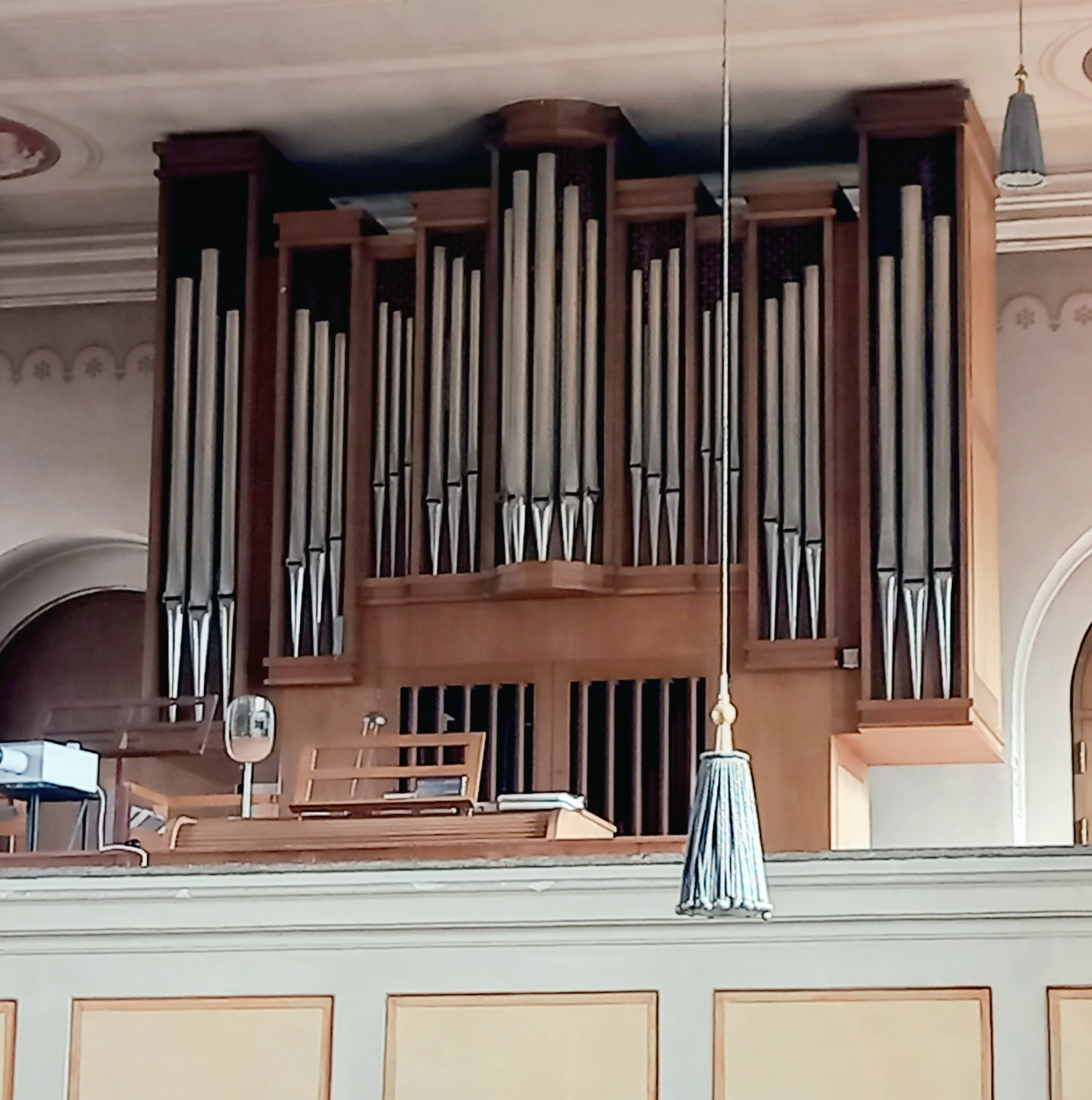
Orgel

Die Orgel mit 19 Registern auf zwei Manualen und Pedal wurde 1969 von Anton Staller erbaut. Das Instrument mit einem freistehenden Spieltisch ist das erste größere, rein mechanische Schleifladenwerk in der Unternehmensgeschichte. Die Disposition lautet:
| I Hauptwerk    |       |
| Prinzipal      | 8′    |
| Rohrflöte      | 8′    |
| Oktave         | 4′    |
| Kleingedeckt   | 4′    |
| Nachthorn      | 2′    |
| Sesquialter II |       |
| Mixtur IV      | 1 ⁄3′ |
| Trompete       | 8′    |

| II Schwellwerk |       |
| Gedeckt        | 8′    |
| Weidenpfeife   | 8′    |
| Metallflöte    | 4′    |
| Prinzipal      | 2′    |
| Gemsquinte     | 1 ⁄3′ |
| Zimbel III     | 1′    |
| Krummhorn      | 8′    |

| Pedal     |       |
| Subbaß    | 16′   |
| Oktavbaß  | 8′    |
| Choralbaß | 4′+2′ |
| Fagott    | 16′   |

- Koppeln: II/I, I/P, II/P

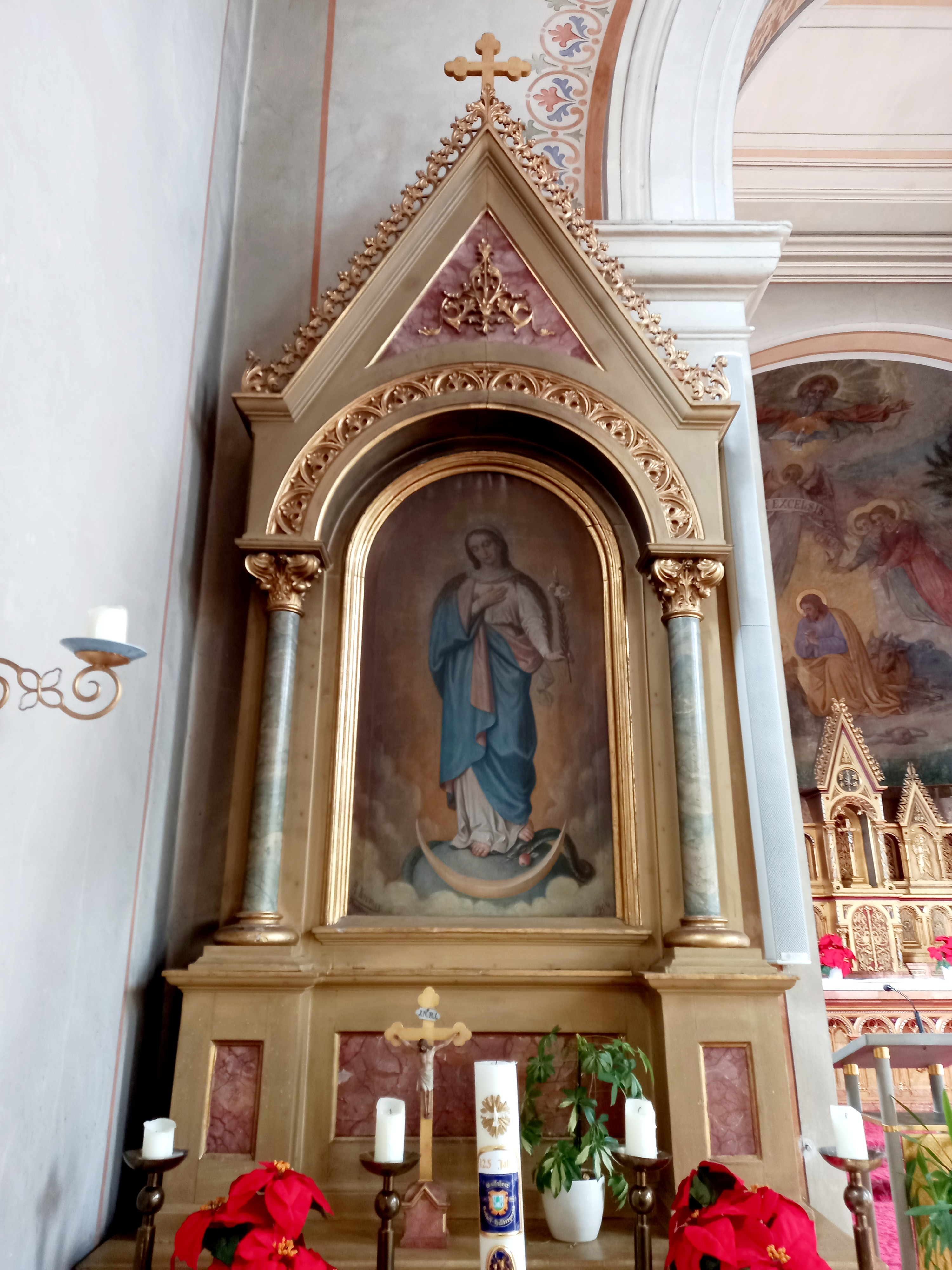
Linker Seitenaltar
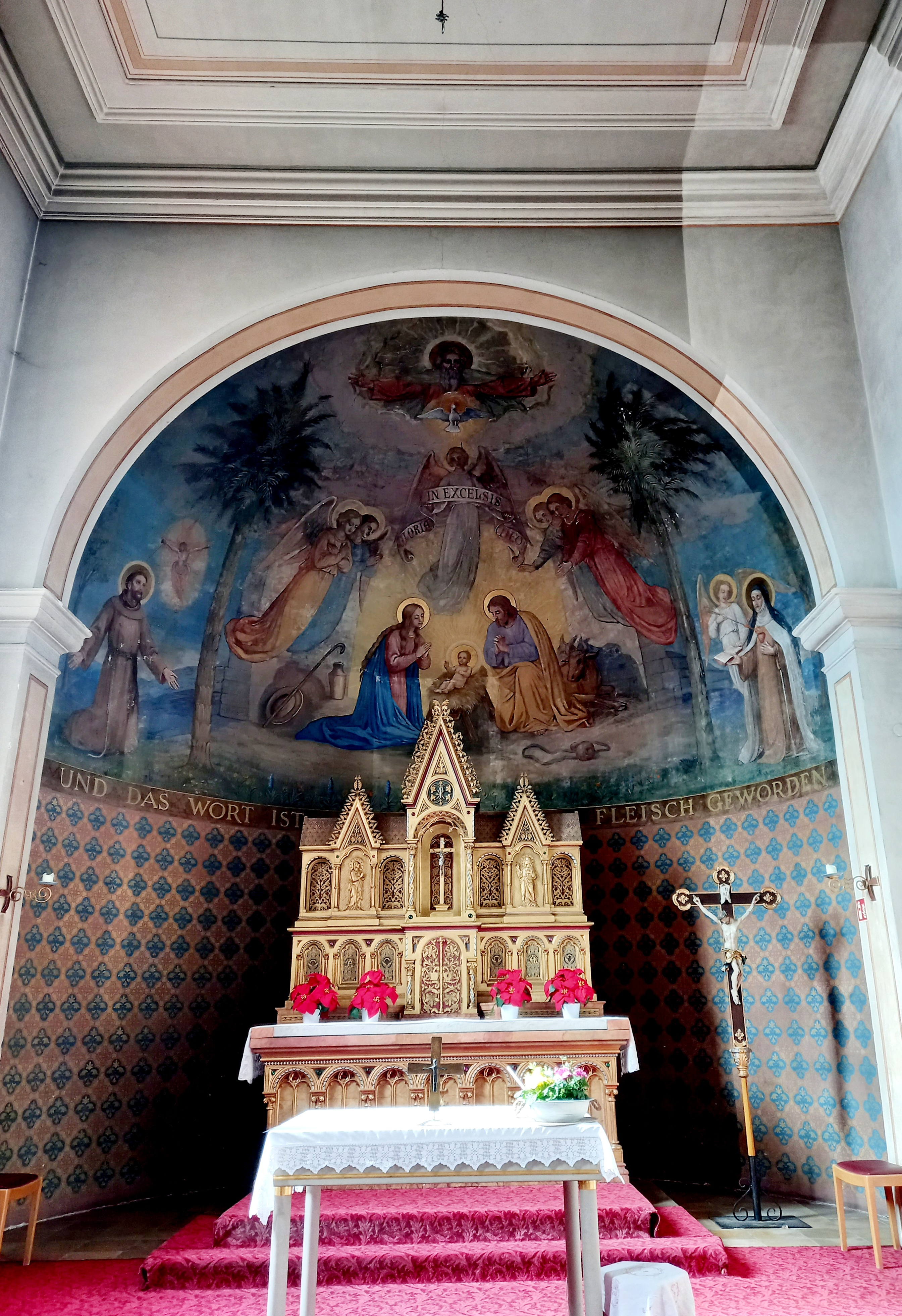
Hochaltar mit Altarbild
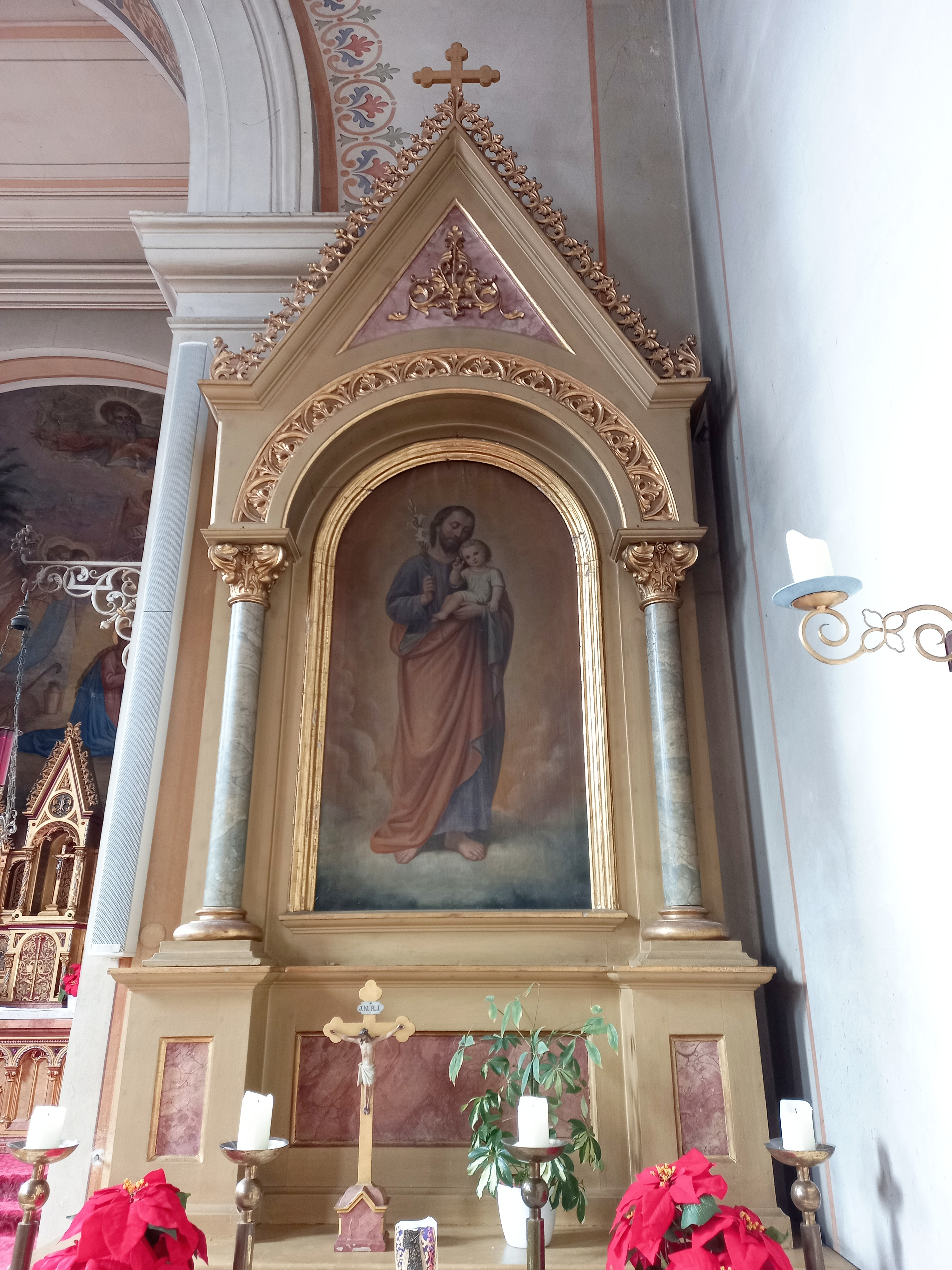
Rechter Seitenaltar